# Suchoi Su-57
Die Suchoi Su-57 (russisch Сухой Су-57, NATO-Codename: Felon) ist ein russisches Tarnkappen-Mehrzweckkampfflugzeug. Es entstand aufgrund der Anforderungen der russischen Luftstreitkräfte für ein zweistrahliges Mehrzweckjagdflugzeug der fünften Generation im Rahmen des „PAK-FA-Programms“ (russisch Перспективный авиационный комплекс фронтовой авиации Perspektiwny Awiazionny Kompleks Frontowoi Awiazii, deutsch ‚Perspektivischer Flugkomplex der Frontfliegerkräfte‘), das mittelfristig die Suchoi Su-27 ersetzen soll. Bis zur Vergabe der offiziellen militärischen Bezeichnung Su-57 im August 2017 war der Typ unter der Werksprototypenbezeichnung Suchoi T-50 bekannt.

## Geschichte

### Entwicklung
Die Entwicklung der Su-57 geht auf die taktisch-technischen Anforderungen (russisch Тактико-техническое задание; Transkription: Taktiko-Technitscheskoje Sadanije, TTS) von 1998 zurück, nachdem 1997 das seit über 10 Jahren laufende MFI-Programm abgebrochen worden war. Ende 2000 wurden die Anforderungen für die Frontfliegerkräfte präzisiert und im April 2001 das „PAK-FA-Programm“ offiziell gestartet. Am 26. April 2002 übertrugen die staatlichen Stellen die Systemführerschaft für die Entwicklung des neuen Kampfflugzeugs an Suchoi, bei der auch die OKBs Mikojan-Gurewitsch und Jakowlew beteiligt sind. Nach Abschluss der Vorentwurfsphase Ende 2004 wurde das Programm als T-50 offiziell mit Chefkonstrukteur Alexander Dawidenko gestartet. 2007 ging die indische Hindustan Aeronautics (HAL) eine finanzielle 50:50-Partnerschaft mit Suchoi ein, die die Modifikation einer indischen Variante der T-50 zum Ziel hatte, die die Bezeichnung FGFA-Projekt (englisch Fifth Generation Fighter Aircraft Project) trug. Im Gegensatz zur russischen war die indische Version als Doppelsitzer geplant, was einer spezifischen Vorgabe der indischen Luftstreitkräfte entsprach. Obwohl sich Indien zur Hälfte an den Kosten beteiligte, erhielt es nicht die Konstruktionsdetails, die es sich ursprünglich versprochen hatte, und die Arbeitsteilung wurde ebenfalls verringert. Nicht namentlich genannten indischen Militärs zufolge wollte Indien deshalb zur Verminderung der Importquote anstatt der ursprünglich vorgesehenen 127 Flugzeuge nur knapp 70 beschaffen. Schließlich stieg Indien nach wiederholten Budget- und Terminüberschreitungen im Frühling 2018 aus dem Projekt aus. Ausschlaggebend für den Rückzug waren die Finanzen, die technischen Diskussionspunkte spielten eine signifikante Rolle. Russland wollte gemäß Bericht der Iswestija im Juni 2016 das Flugzeug auch Algerien und Vietnam verkaufen, um auf diese Art die Herstellungskosten zu senken. Russische Angaben behaupteten 2020 einen Verkauf nach Algerien. Auch 2024 sei angeblich ein Verkaufsvertrag mit einem ungenannten Käufer unterzeichnet worden.
Das Flugzeug wurde erstmals im August 2011 auf der internationalen Luftfahrtmesse MAKS in Schukowski bei Moskau einer breiteren Öffentlichkeit präsentiert. Die beiden dort vorgeführten Prototypen zeigten dabei (zum Beispiel am Heckradar) konstruktive Unterschiede. Bei einem der Flüge der T-50-1 musste der Start wegen Triebwerksproblemen abgebrochen werden.
Die ursprünglich zwischen 2016 und 2020 vorgesehene Auslieferung von 52 Flugzeugen wurde auf vorerst 12 Bestellungen reduziert. Diese 12 Flugzeuge sollten von der russischen Luftwaffe getestet werden, weitere Bestellungen würden sich nach den finanziellen Möglichkeiten richten. Im Mai 2017 erklärte der russische Verteidigungsminister Sergei Schoigu, dass die Su-57 nicht vor 2019 in Dienst gestellt werden würde, und im Juli 2018 wurde der Auftrag für 12 Maschinen bestätigt. Der stellvertretende russische Verteidigungsminister Juri Borissow erklärte dazu, dass sich eine Produktion in größerer Zahl nicht aufdränge, solange die Fähigkeiten der übrigen Flugzeuge der Luftwaffe ausreichten und keine Eile zur Einführung der Su-57 bestehe. Russische Medien berichteten im April 2019, das erste Flugzeug solle 2019 zu einem noch festzulegenden Regiment des südlichen Verteidigungsdistrikts stoßen, gefolgt von einem zweiten Flugzeug im Jahr 2020.
Am 15. Mai 2019 wurde die Beschaffung von 76 Flugzeugen bis ins Jahr 2028 angekündigt. Bis Ende 2024 sollten 22 Flugzeuge ausgeliefert werden. Bei dem von Kommersant kolportierten Stückpreis von lediglich 31 Millionen Euro würde es sich im Vergleich zu anderen Kampfjets um ein äußerst günstiges Waffensystem handeln. Zum Vergleich: die US-amerikanische F-22 hat einen Stückpreis von etwa 175 Millionen Euro. Mitte 2021 wurde durch den stellvertretenden russischen Verteidigungsminister Alexej Kriworutschko bekanntgegeben, dass bis Ende des Jahres vier Su-57 Kampfflugzeuge an die russischen Luftstreitkräfte ausgeliefert würden.

### Testprogramm
Am 29. Januar 2010 startete die T-50-1 (taktische Nummer 51) vom Flugplatz Dsjomgi in Komsomolsk am Amur mit dem Suchoi-Testpiloten Sergei Bogdan zu ihrem ursprünglich für 2006 geplanten Erstflug. Neben dem Prototyp T-50-1 werden zu Boden- und Festigkeitserprobungen auch drei nichtfliegende Exemplare eingesetzt. Dies sind die Bruchzellen T-50-0 und T-50-KPO und die vollmaßstäbliche Attrappe T-50-KNS. Am 3. März 2011 hob der zweite Prototyp T-50-2 (52) bei KnAAPO in Komsomolsk am Amur zu seinem Erstflug ab. Bei Tests in der Woche vor dem 14. März 2011 erreichte die T-50 Überschallgeschwindigkeit. Am 22. November 2011 hob der dritte Prototyp T-50-3 (53) bei KnAAPO in Komsomolsk am Amur zu seinem Erstflug ab. Am 12. Dezember 2012 folgte der vierte Prototyp T-50-4 (054). Der fünfte Prototyp stieg am 28. Oktober 2013 zum ersten Mal in die Luft. Am 21. Februar 2014 wurde ein Prototyp an das Staatliche Flugerprobungszentrum der Luftwaffe in Achtubinsk übergeben. Um den 20. Oktober 2016 begann der neunte Prototyp sein Flugprogramm. Am 5. Dezember 2017 absolvierte der zweite Prototyp „052“ einen siebzehnminütigen Flug mit dem zukünftigen Standardtriebwerk der Su-57, dem „Isdelije 30“. Bei diesem Flug war eines der beiden Saturn-117-Triebwerke gegen das neue ausgetauscht worden.
Die Indian Air Force hatte die Auslieferung der ersten Maschine zu Erprobungen für das Jahr 2014 erwartet. Der Zeitplan dazu konnte jedoch nicht eingehalten werden.

### Prototypenübersicht
| Test- flugzeug   | Takt. Nr. | Erstflug      | Anmerkung |
| ---------------- | --------- | ------------- | --- |
| T-50-0           | –         | –             | Bruchzelle für statische Tests am Boden |
| T-50-KPO         | –         | –             | Bruchzelle für statische Tests am Boden |
| T-50-KNS         | –         | –             | Mock-Up für Integrationserprobungen |
| T-50-1           | 051       | 29. Jan. 2010 | 1. flugfähiger Prototyp, unterscheidet sich optisch von den Nachfolgeversionen durch eine zweiteilige Cockpithaube, zudem wurde im Verlauf der Erprobung das Heck mit einer zusätzlichen Verkleidung (Radar?) verlängert.                                             |
| T-50-2           | 052       | 03. März 2011 | 2. flugfähiger Prototyp. Absolvierte am 5. Dezember 2017 als erste T-50 einen Testflug mit einem der neuen Isdelije-30-Triebwerke. |
| T-50-3           | 053       | 22. Nov. 2011 | 3. flugfähiger Prototyp. Wurde 2012 als erste T-50 mit dem AESA-N050-Radar ausgestattet. Absolvierte den ersten Testflug mit dem Radar am 8. August 2012. |
| T-50-4           | 054       | 12. Dez. 2012 | 4. flugfähiger Prototyp. Erstes Testflugzeug mit der kompletten Avionikausrüstung. |
| T-50-5 / T-50-5R | 055       | 27. Okt. 2013 | 5. flugfähiger Prototyp. Wurde am 10. Juni 2014 bei einem Feuer schwer beschädigt (siehe Zwischenfälle). Wurde mit Teilen des nicht fertiggestellten Prototyps T-50-6 repariert. Nahm am 16. Oktober 2015 unter der Bezeichnung T-50-5R die Flugerprobung wieder auf. |
| T-50-6           | –         | –             | nicht fertig gestellt; für die Reparatur der T-50-5 verwendet. |
| T-50-6-1         | –         | –             | Bruchzelle für statische Tests am Boden. Entspricht dem Flugwerk der zweiten Generation an Testflugzeugen. |
| T-50-6-2         | 056       | 27. Apr. 2016 | 6. flugfähiger Prototyp. Erstes Testflugzeug der zweiten Serie an T-50-Prototypen mit neuer Zelle. |
| T-50-8           | 058       | 17. Nov. 2016 | 7. flugfähiger Prototyp. |
| T-50-9           | 509       | 24. Apr. 2017 | 8. flugfähiger Prototyp. Erprobt die finale Avionikausstattung für die Serienproduktion. |
| T-50-11          | 511       | 06. Aug. 2017 | 9. flugfähiger Prototyp. Erprobt das finale Flugwerk für die Serienproduktion. |
| T-50-10          | 510       | 23. Dez. 2017 | 10. und letzter flugfähiger Prototyp, Vorserienversion |

Am in China 2024 gezeigten Prototyp 4 wurden diverse Herstellungsmängel entdeckt.

### Auslieferung
Seit dem russischen Überfall auf die Ukraine werden bei der Auslieferung keine Stückzahlen mehr veröffentlicht. Es wurde aber im September 2023 bekannt gegeben, dass zumindest zwei weitere Su-57 ausgeliefert worden seien. Der Fortschritt der Su-57 im Allgemeinen ist aber umstritten. Die Flugrevue schätzte den Bestand einsatzbereiter Su-57 Ende 2023 auf etwa 20 Stück, nach der ersten Auslieferung 2024 im September auf möglicherweise 24 Stück, alle mit dem alten Triebwerk. Laut Angaben vom April 2025 standen 19 Flugzeuge im Einsatz. Laut The Telegraph sank die Auslieferungsrate für neue Su-57 zwischen 2023 und 2024 deutlich. Frontelligence Insight kam in einer Analyse zu demselben Schluss und machte dafür die westlichen Sanktionen gegen Russland verantwortlich. Andere Quellen gehen sogar davon aus, dass die Produktion komplett zum Erliegen kam.
Bereits gelieferte Su-57 werden nicht mit dem neuen Triebwerk versehen werden.
2025 wurden auf dem Stützpunkt der Su-57 Hardened Aircraft Shelter für die Flugzeuge errichtet.

### Zukunft
Parallel zur Auslieferung des ersten Bauloses wurde an einer zweiten Stufe gearbeitet. Neben dem neuen Triebwerk Erzeugnis 30 (russisch Изделие 30), das bei geringerem Gewicht mehr Leistung liefern soll, sind unter dem Projektnamen „Megapolis“ weitere Kampfwertsteigerungen geplant. Einige hydraulische Systeme werden durch Elektromotoren ersetzt, die Anzeigen im Cockpit werden überarbeitet und die Bordwaffen erneuert. In der weiteren Zukunft ist geplant, einen kleineren einstrahligen Mehrzweckjäger auf der Basis dieser Generation zu entwickeln. Erste Informationen zum Suchoi Su-75-Projekt wurden im Mai 2021 bekannt.
Spätestens ab 2025 sollten jährlich 15 Su-57 produziert werden. Im Oktober 2022 zeigte Suchoi eine modifizierte Su-57, mit der Rostec Bordsysteme mit verbesserter Funktionalität und künstlicher Intelligenz, inklusive neuer Waffentypen, testen will. Im Sommer 2023 wurden dann mehr Details bekannt, so soll die Su-57 als Plattform für die neue Kurzstrecken-Luft-Luft-Rakete RWW-MD2 dienen, die sich bereits in Serienproduktion befindet und als weltweit erste Lenkwaffe für den Nahkampf ein Trägheitsnavigationssystem verwenden soll. Die Su-57 kann die Rakete auch nach dem Start mit Zielkoordinaten bedienen und sie auch für Ziele hinter der Maschine benutzen. Am Ende kommt ein passiver Dual-Band-Infrarotsuchkopf zum Zug. Die knapp drei Meter lange Waffe soll von der Su-57 intern getragen werden.
Laut TASS wird an einer zweisitzigen Version gearbeitet. Diese wäre gedacht als Leitflugzeug für mehrere Drohnen S-70. Westliche Quellen nannten als Quelle 2023 auch Iswestija.
Die Suchoi Su-57 wurde im Februar 2025 auf der internationalen Luftfahrtmesse Aero India ausgestellt. Sie sollte offenbar mit der Lockheed Martin F-35 konkurrieren. Die F-35 wurde nicht vorgeflogen.
2025 meinten Analysten wegen einer fehlenden Nachfolgeentwicklung, die Su-57 könnte das letzte neue Kampfflugzeug Russlands gewesen sein. Bezeichnend sei die Ablehnung Indiens des 2025 erneut offerierten Flugzeugs wegen des veralteten Radars. Der Vorschlag eines fortschrittlicheren indischen Radars zeige den tiefen Fall der russischen Industrie.

## Konstruktion
Da es keine zuverlässigen Informationen über die Spezifikationen der Su-57 gibt, sind nur bestimmte Anforderungen bekannt. Das Flugzeug ist als Blended Wing Body ausgeführt. Im Gegensatz zur MiG 1.44 wurde auf Canards verzichtet und stattdessen eine klassische Konfiguration aus Deltaflügeln mit Höhenrudern gewählt. In den vorgezogenen Tragflächenwurzeln sind bewegliche Vorderkantenklappen integriert, um den maximalen Anstellwinkel zu erhöhen. Die Seitenruder stehen in V-Stellung und sind als Pendelseitenleitwerk ausgeführt. Ein Teil der Bewaffnung wird intern in zwei 4,6 m × 1,1 m großen Waffenschächten mitgeführt, um Radarquerschnitt (RCS) und Luftwiderstand der Maschine zu reduzieren. Zwei weitere kleine Waffenschächte befinden sich in den Flügelwurzeln. Für den Einsatz moderner Luft-Boden-Raketen und Seezielflugkörper, die nicht in den internen Waffenschächten Aufnahme finden, stehen offensichtlich jeweils zwei Unterflügelstationen zur Verfügung. Die Aufhängepunkte sind in den veröffentlichten Risszeichnungen deutlich erkennbar. Eine externe Waffenführung erhöht die Radarsignatur. Diese liegt offiziellen Angaben zufolge bei 0,5 m².
Ursprünglich war für die Su-57 ein Triebwerk mit etwa 170 kN Schub, wie etwa das bereits bei der MiG 1.44 eingesetzte Saturn AL-41F (mit Schubvektorsteuerung) vorgesehen. Dies musste jedoch verworfen werden, da das Triebwerk zu groß war. Es gab noch weitere Gründe, die gegen das AL-41F sprachen. So wünschte sich das Verteidigungsministerium für den neuen Kampfjet ein Triebwerk mit deutlich höherer Lebensdauer und Plasmazündung. Auf der MAKS 2009 sagte Alexander Nikolajewitsch Selin, der Oberbefehlshaber der russischen Luftstreitkräfte, dass die Su-57 unter Triebwerksproblemen leide.

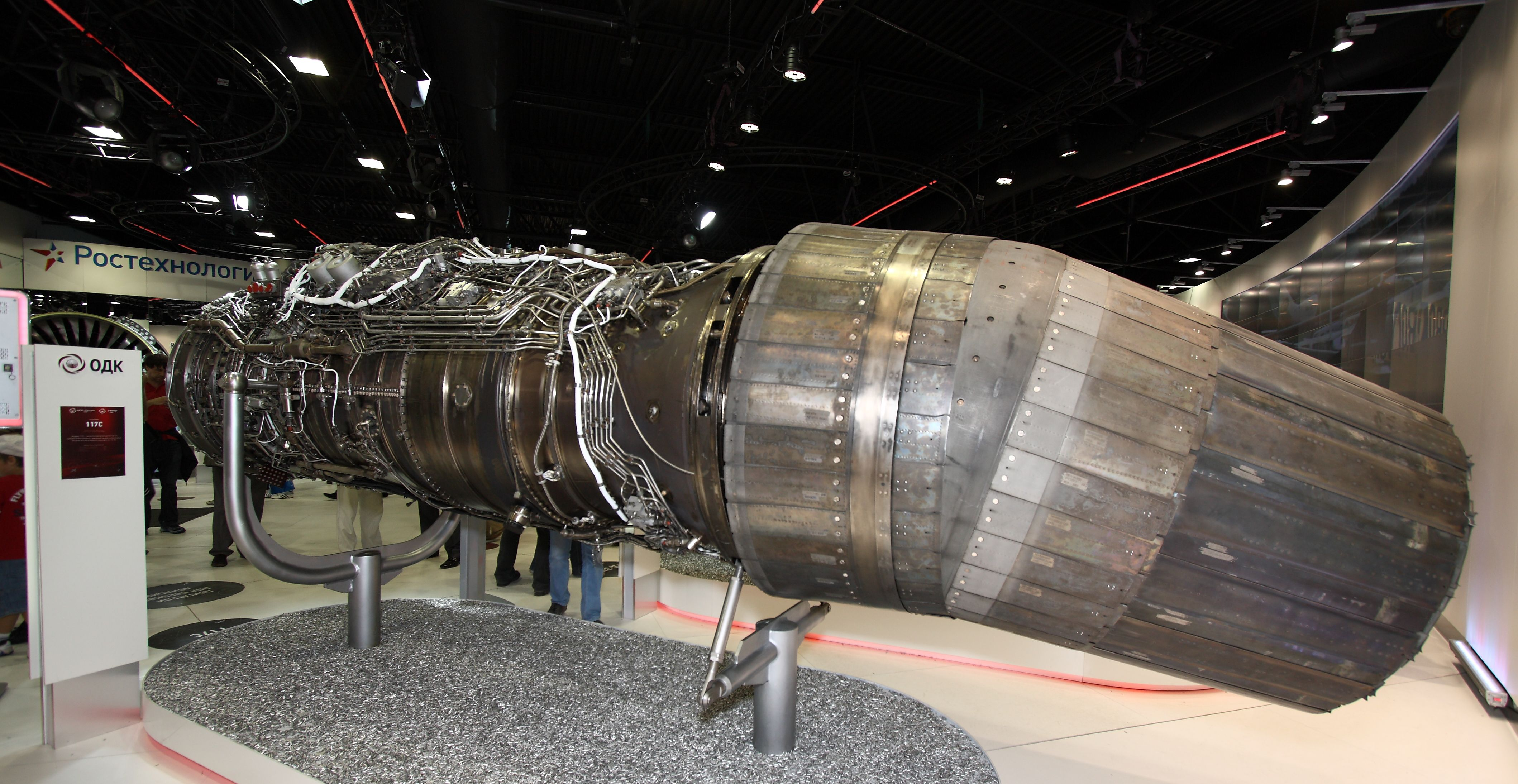
Triebwerk AL-41F1

Deshalb werde nun das Saturn-117-Triebwerk (auch als Isdelije 117 oder Saturn AL-41F1 bekannt) eingebaut, das als vereinfachte Version bereits für die Su-35S „Flanker-E“ verwendet wird (Saturn-117S oder AL-41F1A). Für spätere Serienmaschinen sollten Sojus und NPO Saturn neue Triebwerke mit bis zu 190 kN Schub entwickeln, möglicherweise auf Basis des AL-31FM3-Triebwerks. Wegen der Verwendung des kleineren und damit gegenüber dem AL-41 auch leistungsschwächeren Triebwerks kann die Su-57 ihr volles Leistungspotenzial vorerst nicht ausschöpfen. Dies würde sich erst mit dem neuen Triebwerk ändern. Letztendlich entwickelt NPO Saturn alleine seit 2011 das neue Triebwerk „Isdelije 30“ (Erzeugnis 30). Obwohl es etwas länger ist als das Saturn AL-41F1, soll es dennoch leichter und einfacher in der Wartung sein, sowie ohne große Anpassungen des Flugwerks in die Su-57 einbaubar sein. Es besteht aus einem dreistufigen Niederdruckverdichter, einem fünfstufigen Hochdruckverdichter sowie jeweils nur einer Stufe für die Hoch- und Niederdruckturbinen. Die Schubkraft ohne Nachbrenner liegt bei 118 kN, die mit Nachbrenner bei 168 kN (ältere Quellen geben 107/176 kN an). Im November 2016 absolvierte das neue Triebwerk den ersten Prüfstandslauf, am 5. Dezember folgte der erste Testflug im Prototyp T-50-2.

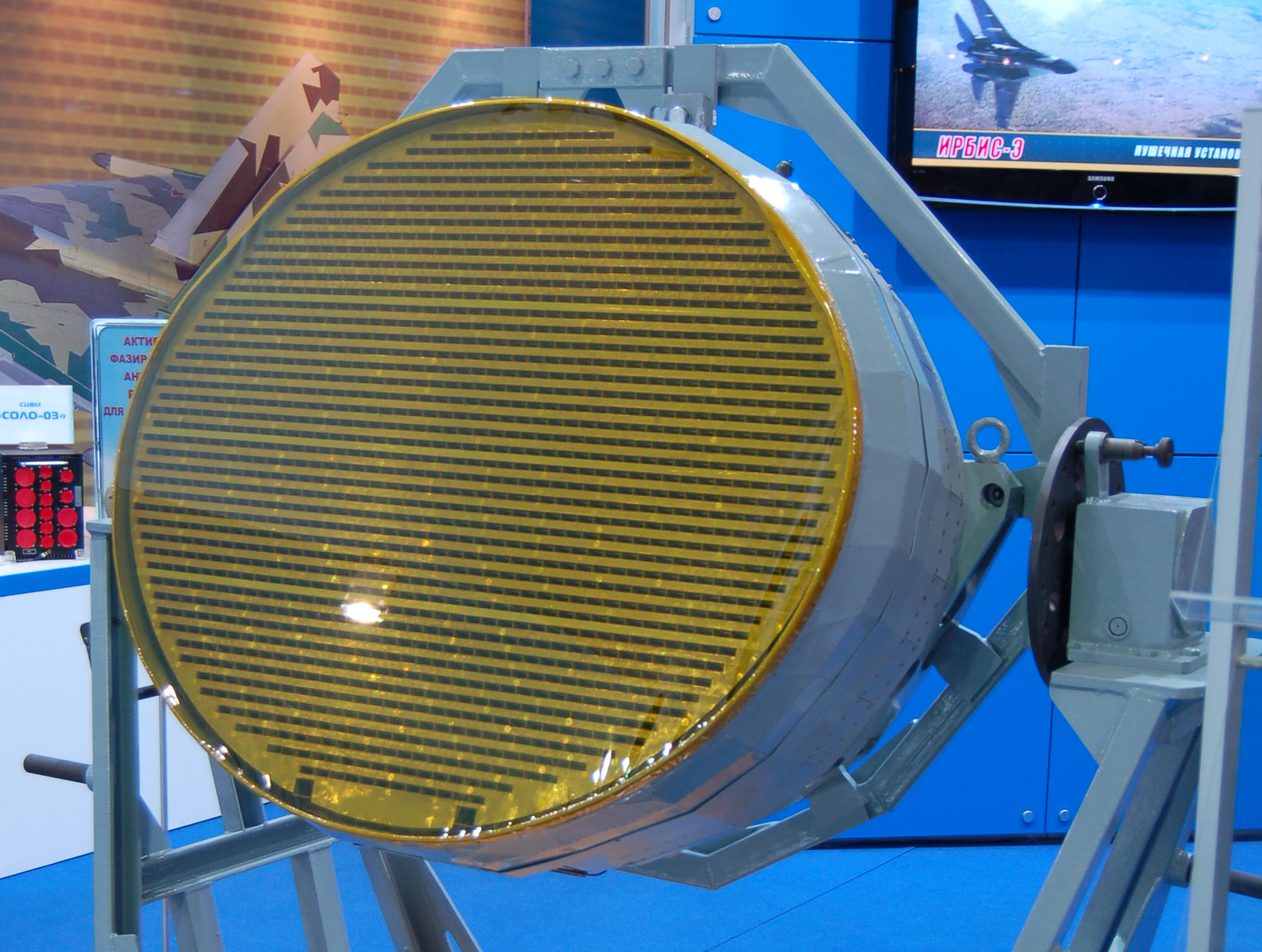
Das AESA-N050-Radar auf der MAKS 2009

Ende 2020 wurde geschätzt, dass die Lieferung der neuen Triebwerke für die Serienproduktion der Su-57 im Jahr 2022 beginnen könnte.
Über die Avionik ist bisher wenig bekannt. Auf der MAKS 2009 wurde erstmals das Radar der Su-57 gezeigt. Dabei handelt es sich um das aus etwa 1500 Sender/Empfänger-Modulen bestehende AESA-N050-Radar. Es ist das zweite AESA-Radar russischer Produktion. Alle weiteren Spezifikationen sind bisher noch unbekannt. Zu dem Komplex sollen noch im L-Band (1–2 GHz) arbeitende Antennen in den Tragflächenvorderkanten gehören. Bei Frequenzen unter 2 GHz sind die meisten radarabsorbierenden Materialien weniger wirksam.

## Technische Daten
| Kenngröße                | Daten |
| ------------------------ | --- |
| Besatzung                | 1 |
| Länge                    | 19,7 m *)                                                                                                 |
| Spannweite               | 14,0 m *)                                                                                                 |
| Flügelfläche             | 78,80 m²                                                                                                  |
| Flügelstreckung          | 2,56 |
| Tragflächenbelastung     | 235 kg/m²: min. (Leermasse) 330 kg/m²: nominal (normale Startmasse) 470 kg/m²: max. (maximale Startmasse) |
| Höhe                     | 4,8 m(1)                                                                                                  |
| Leermasse                | 18.500 kg                                                                                                 |
| normale Startmasse       | 26.000 kg                                                                                                 |
| maximale Startmasse      | 35.480 kg                                                                                                 |
| Lastvielfache            | −3/+9 g                                                                                                   |
| Höchstgeschwindigkeit    | 2600 km/h: SU57 Mach 2+ (auf optimaler Flughöhe) 2950 km/h: SU57M                                         |
| Marschgeschwindigkeit    | Mach 1,22 (auf optimaler Flughöhe)                                                                        |
| Dienstgipfelhöhe         | ca. 20.000 m                                                                                              |
| Einsatzradius            | ca. 1200 km                                                                                               |
| Überführungsreichweite   | ca. 5500 km                                                                                               |
| Radarsignatur            | 0,5 m² |
| maximale Waffenlast      | ca. 10.000 kg                                                                                             |
| Triebwerk                | 2× NPO-Saturn-117/AL-41F1- Mantelstromtriebwerke                                                          |
| Schubkraft               | 2× 147,09 kN: mit Nachbrenner 2× 086,29 kN: ohne Nachbrenner                                              |
| Schub-Gewicht-Verhältnis | 1,62: max. (Leermasse) 1,15: nominal (normale Startmasse) 0,81: min. (maximale Startmasse)                |

3-Seiten-Ansicht der T-50

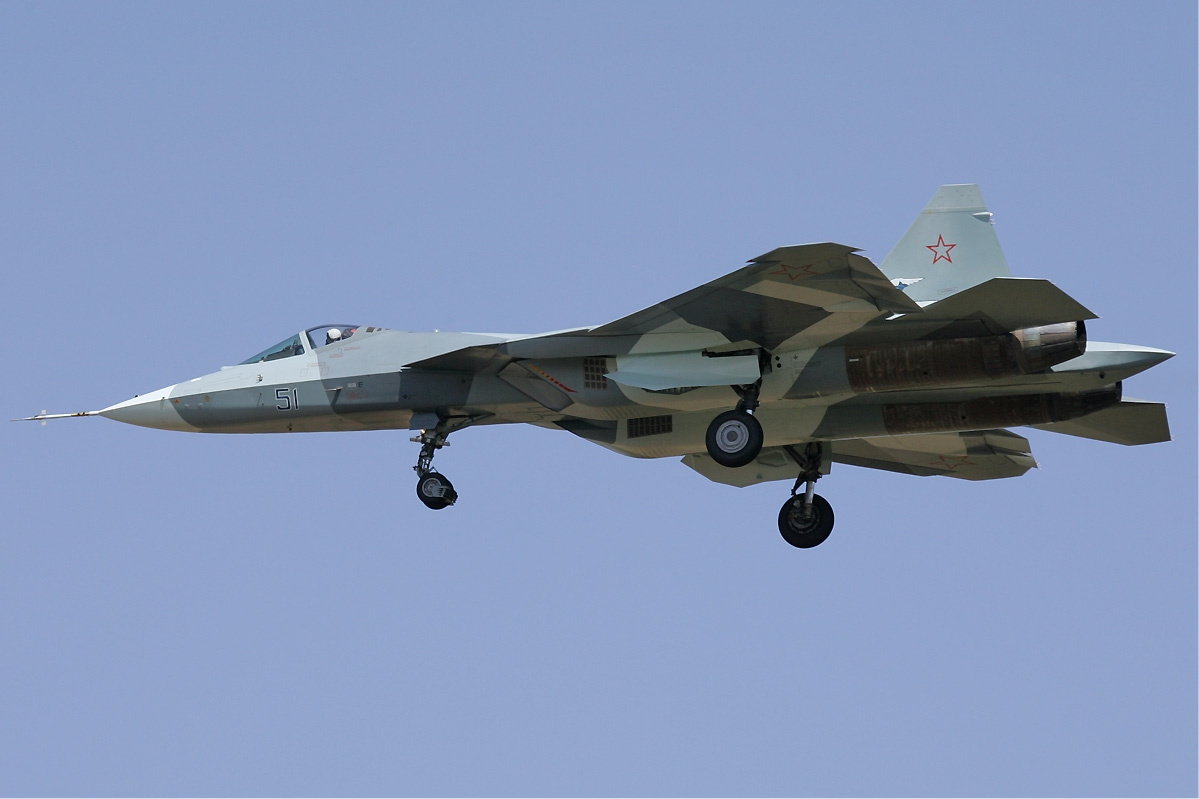
T-50-1

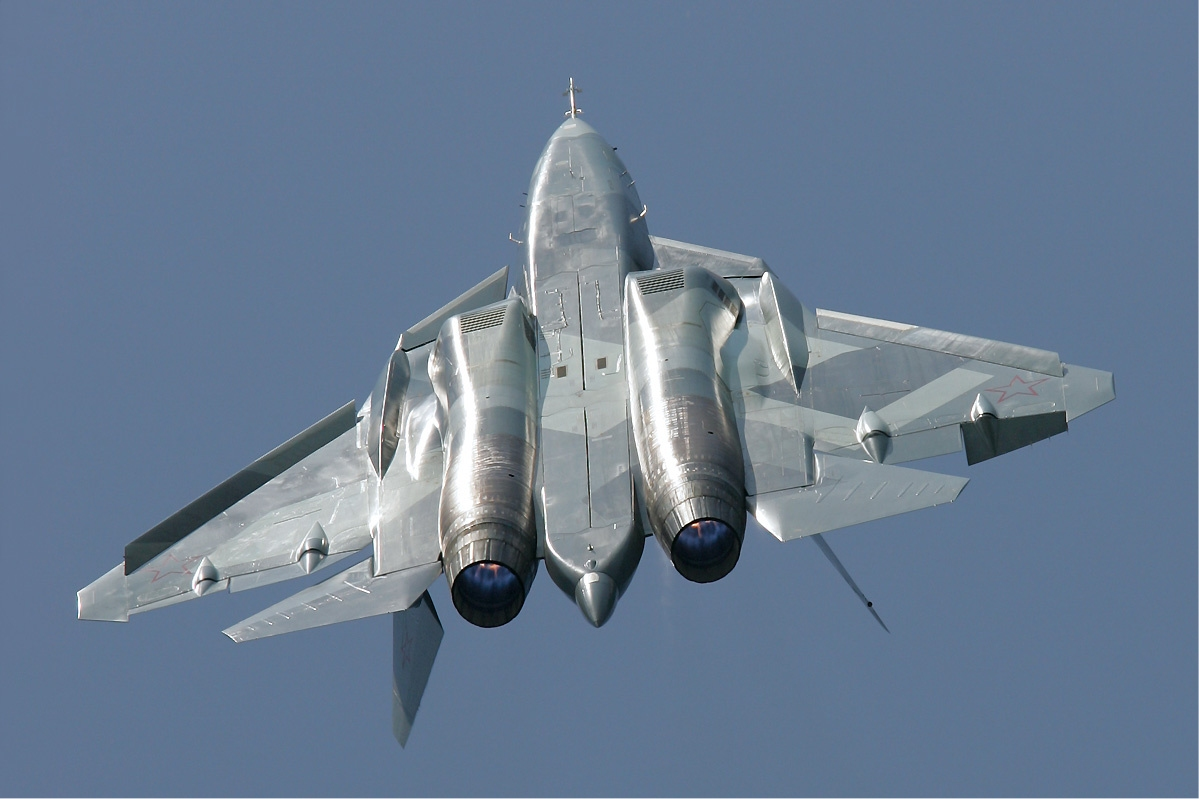
T-50 auf der MAKS 2011

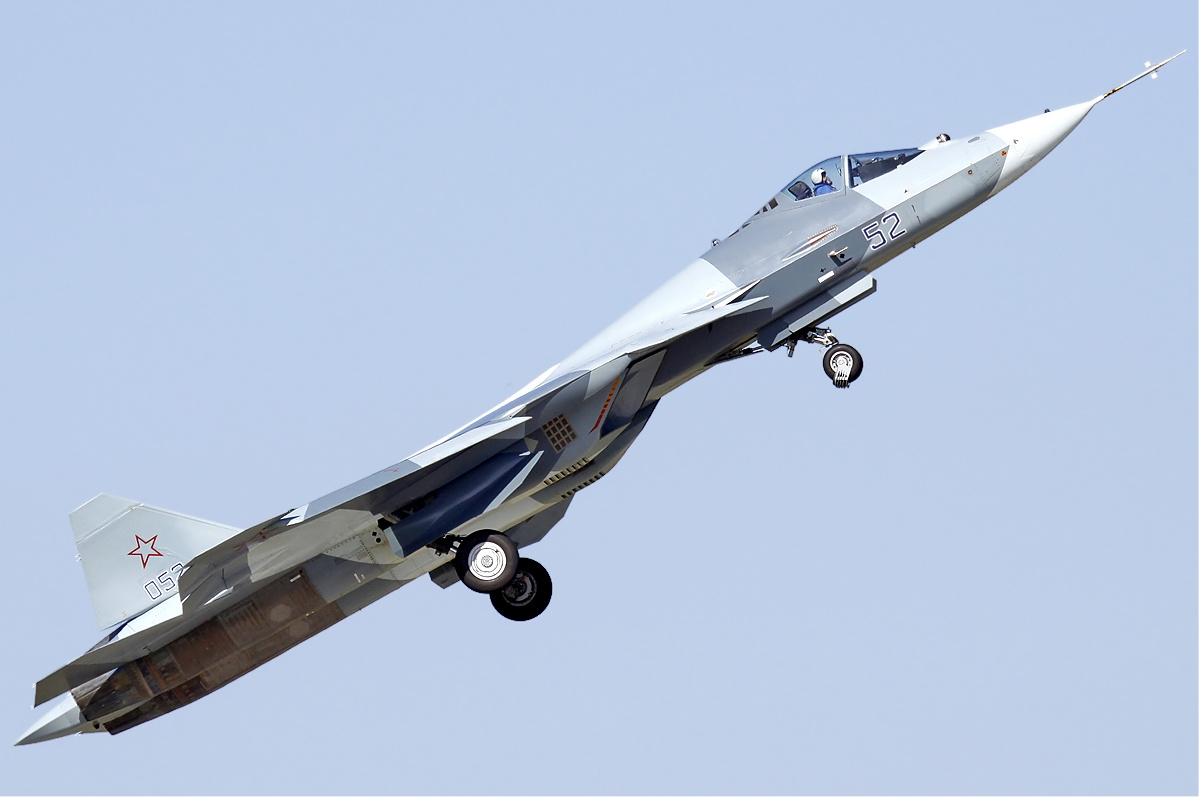
Steigflug der T-50-2

*): Vorläufige Daten nach AIR International, Februar 2011, S. 39

## Bewaffnung
Als Bordkanone kommt eine Weiterentwicklung der 30-mm-Maschinenkanone Grjasew-Schipunow GSch-301 zum Einsatz. Sie ist auf der Steuerbordseite installiert, wiegt nur 50 kg und hat den GRAU-Index 9-A1-4071K. Ihre Kadenz beträgt 1800 Schuss/min.
Bei einer Waffenzuladung von 7500 kg in zwei Waffenschächten für Kurzstrecken-Luft-Luft-Lenkwaffen beim LEREX/Flügelübergang, dazu zwei internen Hauptwaffenschächten mit einer unbekannten Anzahl interner sowie sechs Außenlastträgern lässt sich folgende Bewaffnung annehmen:

### Waffenschächte
Luft-Luft-Lenkflugkörper
- 4× Startschienen oder Ausstoßvorrichtung für je 1× Wympel R-77 bzw. RWW-AE (AA-12 „Adder“) – radargelenkt für Langstrecken
- 2× Startschienen oder Ausstoßvorrichtung für je 1× Wympel R-74 bzw. RWW-MD (AA-11 „Archer“) – infrarotgesteuert für Kurzstrecken
- 2× Startschienen oder Ausstoßvorrichtung für je 1× Wympel R-73E (AA-11 „Archer“) – infrarotgesteuert für Kurzstrecken
- 2× Startschienen oder Ausstoßvorrichtung für je 1× Wympel R-37M Typ 810 – radargelenkt für Langstrecken

Luft-Boden-Lenkflugkörper
- 4× Startschienen oder Ausstoßvorrichtung für je 1× Ch-38ME – modulare Luft-Boden-Rakete
- 4× Startschienen oder Ausstoßvorrichtung für je 1× Swesda Ch-35UE „Uran“ (3M24E/AS-20 „Kajak“) – Marschflugkörper zur Schiffsbekämpfung
- 4× AKU-58-Startschiene für je 1× Ch-58USchKE (AS-11 „Kilter“) – Radarbekämpfungs-Lenkflugkörper

Gelenkte Bomben
- 4× BD-3U-Aufhängung für je 1× Region JSC KAB-500L (lasergelenkte 500-kg-Bombe)

Zusatztanks
- 2× rechteckige Zusatztanks, je einer in den zwei zentralen Waffenschächten.

### Geplante Waffenzuladung an Außenlastträgern
Die Su-57 verfügt über jeweils zwei Außenlastträger pro Tragfläche sowie jeweils einen an jedem Triebwerkskanal.
Luft-Luft-Lenkflugkörper
- 4 × Wympel R-73E – infrarotgesteuert für Kurzstrecken
- 4–6× Wympel R-77 – radargelenkt für Langstrecken die inneren Flügelstationen können mit Doppelwerfer ausgerüstet werden

Luft-Boden-Lenkflugkörper
- 4× Ch-31P – Anti-Radar-Lenkflugkörper

Bomben
- 6× 250-kg-Bombe

Zielbehälter
- 1× 101KS-N Targeting Pod an einem der Außenlastträger am Triebwerkskanal

Zusatztanks
- 2× 2000-l- oder 2× 3600-l-Zusatztank

## Varianten
Su-57EAuf der MAKS 2019 wurde die Exportvariante Su-57E vorgestellt, diese Variante verfügt über Darstellung und Beschriftung in englischer Sprache, die Anzeige von Parametern erfolgt in imperialen statt metrischen Maßeinheiten, es ist kein russisches IFF eingebaut, sondern ein auf den Kunden angepasstes IFF. Die Variante verfügt außerdem über offene Schnittstellen zur Integration von nichtrussischen Datenlinks (z. B. NATO Link 16) und zur Integration von Lenkwaffen aus nichtrussischer Produktion.
Su-57MVerbesserte Variante der Basis-Su-57 unter dem Programmnamen Megapolis mit dem neuen Triebwerk.
Su-57KVorgeschlagene Trägerversion der Su-57, mit beiklappbaren Flügeln und Höhenruder, Fanghaken und verstärktem Fahrwerk, das Bugfahrwerk eignet sich auf Kundenwunsch auch für den Katapultstart (CATOBAR).
Su-57-DoppelsitzerNicht als Trainer gedacht, sondern als Nachfolger der Su-30 als Angriffsflugzeug und als Koordinationsflugzeug im Verbund mit „Loyal Wingman“-Drohnen.

## Einsätze

### Bürgerkrieg in Syrien
Im Rahmen des russischen Engagements im Bürgerkrieg in Syrien trafen am 21. Februar 2018 zwei Su-57 auf dem Militärflugplatz Hmeimim in Syrien ein. Am 1. März 2018 gab das russische Verteidigungsministerium bekannt, dass die zwei Su-57 zweitägige Tests sowie Kampfeinsätze absolviert hatten. Dieser Verlautbarung zufolge waren die beiden Su-57 bereits im Februar wieder nach Russland zurückgekehrt.

### Russischer Überfall auf die Ukraine
Die Su-57 sollen im russischen Überfall auf die Ukraine eingesetzt worden sein.
Der ukrainische Militär-Geheimdienst GUR meldete am 8. Juni 2024, dass drei ukrainische Drohnen auf dem Flugplatz Achtubinsk in der russischen Region Astrachan, 589 Kilometer von der Front entfernt, eine Su-57 angegriffen hatten. Die Su-57 sei durch Granatsplitter beschädigt oder irreparabel beschädigt worden.
Nachdem das Verteidigungsministerium des Vereinigten Königreichs am 9. Januar 2023 „mit ziemlicher Sicherheit“ den aktiven Kriegseinsatz von Su-57 Luftüberlegenheitsjägern im Langstrecken-Luft-Luft- sowie Luft-Boden-Kampf bestätigen konnte, wurden Berichte über zwei Abschüsse ukrainischer Kampfflugzeuge vom Typ Su-27, sowie Su-24 bekannt. So soll es den Su-57-Jets mit Hilfe der R-37M-Langstreckenraketen gelungen sein, einen Abschuss mit einer Reichweite von über 200 Kilometer zu erzielen und dabei den bisherigen Luftkampf-Langstreckenrekord zu übertreffen.

## Nutzerstaaten
- Algerien – Im Februar 2025 bestellte Algerien 12–14 Flugzeuge der Exportausführung Su-57E. Sechs der Flugzeuge sollten schon 2025 geliefert werden.[46][87][88][89]
- Russland Bis Ende 2024 befanden sich etwa 24 Su-57 im Dienst der Luftstreitkräfte. Die Luftstreitkräftebasis bei Achtubinsk war Stand Januar 2023 laut dem britischen Militärnachrichtendienst der Heimatflughafen für die damals fünf Su-57 bzw. der einzige Militärflughafen, von dem bekannt ist, dass dort Su-57 stationiert sind.[90] Bis Ende 2028 sollen alle 76 bis dato bestellten Su-57 ausgeliefert werden.[91]

## Zwischenfälle
Am 10. Juni 2014 fing der rechte Lufteinlass des Prototyps T-50-5 während des Landeanflugs Feuer. Dieses wurde nach der Landung schnell gelöscht; Menschen kamen nicht zu Schaden. Das Flugzeug wurde später mit Teilen des begonnenen Prototyps T-50-6 repariert, auf den dafür verzichtet wurde. Dieses Testflugzeug hatte eine vollständige Ausstattung.
Am 24. Dezember 2019 stürzte die erste Serienmaschine während des Abnahmetests ab; der Pilot konnte sich mit dem Schleudersitz retten. Wahrscheinliche Ursache waren Steuerungsversagen und anschließender Übergang ins Flachtrudeln; die Flugschreiber konnten geborgen werden.